# 1742 w literaturze

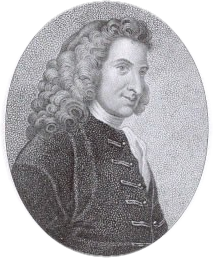
Henry Fielding

Wydarzenia literackie w 1742 roku.

## nowe książki
- Henry Fielding – Joseph Andrews